# HD 93163
HD 93163，又名CP-63 1619，SAO 251095、HR 4204，是一颗恒星，视星等为5.77，位于銀經289.61，銀緯-4.73，其B1900.0坐标为赤經10h 40m 15.4s，赤緯-63° -4.73′ 27″。